# 울주 석남사 승탑
울주 석남사 승탑(蔚州 石南寺 僧塔)은 울산광역시 울주군, 석남사에 있는 남북국 시대 신라의 승탑이다. 1963년 1월 21일 대한민국의 보물 제369호로 지정되었다.

## 개요
석남사는 신라 헌덕왕 16년(824년)에 도의선사가 처음 세웠다고 한다. 승탑은 이름난 스님들의 유골을 모시기 위해 세운 돌탑을 말한다.
승탑은 높이 3.53m에 이르는 팔각원당형으로 도의국사의 사리탑이라고 전하지만, 자세한 것은 알 수 없다. 1962년 5월에 해체 보수되었는데, 이때 기단 중단석 윗면 중앙에서 직사각형의 사리공이 확인되었다.
중대석에 있는 창모양의 안상 속에는 꽃무늬띠를 새겼다. 8판 연꽃대좌 위에 놓은 탑몸돌에는 신장이 새겨져 있다.
통일신라 말기 승탑 양식을 잘 갖추고 있는 뛰어난 작품이다.

## 같이 보기
- 석남사

## 참고 자료
- 울주 석남사 승탑 - 국가유산청 국가유산포털